# Dendrochilum acuminatum
Dendrochilum acuminatum är en orkidéart som beskrevs av Johannes Jacobus Smith. Dendrochilum acuminatum ingår i släktet Dendrochilum och familjen orkidéer.
Artens utbredningsområde är Sumatera.

## Underarter
Arten delas in i följande underarter:
- D. a. acuminatum
- D. a. laxum